# 93-тя окрема механізована бригада «Холодний Яр»
93-тя окрема механізована бригада «Холодний Яр» (93 ОМБр, в/ч А1302, пп В2830) — з'єднання механізованих військ у складі Сухопутних військ Збройних сил України чисельністю в бригаду. Входить до складу Оперативного командування «Схід».
Від самого початку бере участь у війні на сході України з Росією. Підрозділи бригади пройшли найзапекліші бої війни, включно з боями під Іловайськом та Донецьким аеропортом.
За час війни на сході України бригада зазнала найбільших втрат серед військових частин України: станом на кінець 2017 року в боях загинуло 272 військовослужбовці. Станом на початок 2018 року державними нагородами відзначили понад 1000 військовослужбовців бригади, серед них троє отримали звання Героя України і орден «Золота Зірка».
З початку повномасштабного вторгнення Росії 2022 року бригада обороняла Україну на різних напрямках: Сумщина, Харків, Ізюм, Балаклія, Бахмут і Соледар.
Бригада носить почесне найменування «Холодний Яр» — на честь історичної місцевості Наддніпрянської України, що уславилася своїми повстанцями.

## Історія
У 1991 році 93-тя гвардійська мотострілецька дивізія Радянської армії передислокована з Угорщини на Дніпропетровщину в селище Черкаське.
Після розпаду СРСР у 1992 році дивізія увійшла до складу Збройних сил України як 93-тя механізована дивізія. Входила до складу 6-го армійського корпусу Одеського військового округу (пізніше Південного оперативного командування). Механізована бригада сформована 1 грудня 2002 року на базі механізованої дивізії, яка стала правонаступником дивізії. При цьому зенітно-ракетний полк дивізії став окремою частиною, а більшість інших підрозділів були розформовані.

### Участь у миротворчих місіях

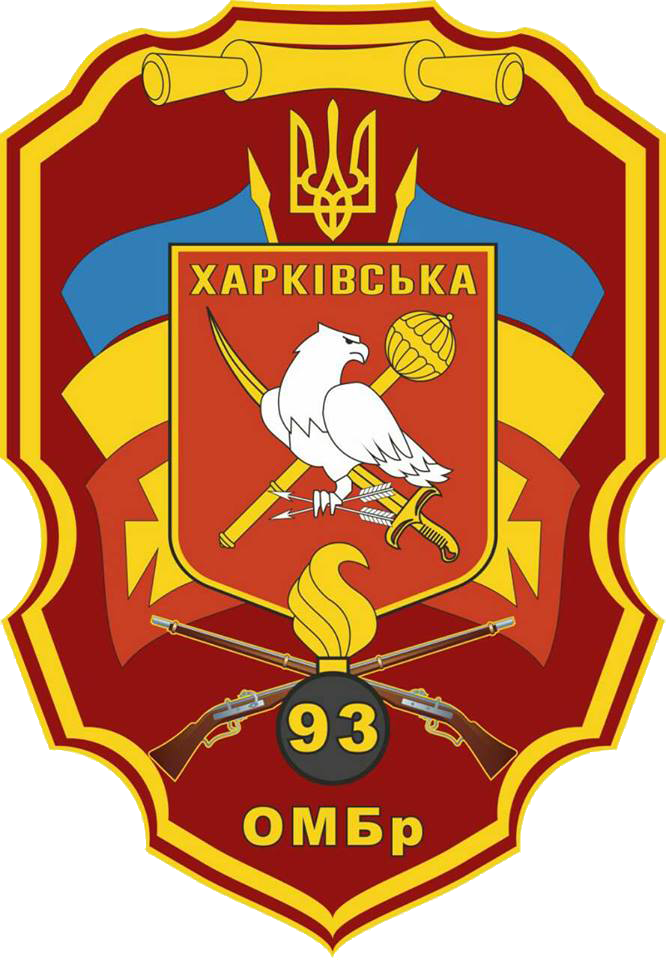
Бригадний нарукавний знак (до 2018).

В новітній історії Збройних сил України, 93 дивізія стала першим базовим з'єднанням, котре готувало перші підрозділи миротворчих сил. На базі 112-го мотострілецького полку дивізії було створено 108-й навчальний центр підготовки миротворчого контингенту. Тут були сформовані 15 ротацій 240-го батальйону, що виконував миротворчі функції на території колишньої Югославії.
Також на базі 3-го механізованого батальйону формувався 71-й окремий механізований батальйон для включення до складу 7-ї окремої механізованої бригади, що виконувала миротворчу місію в Іраку в 2004—2005 роках, але через прийняття рішення про скорочення контингенту розформований на етапі закінчення підготовки, невелика частина його особового складу була направлена для доукомплектування 73-го батальйону.
Військовослужбовці з'єднання також брали миротворчу участь у Сьєрра-Леоне, Ліберії, Лівані.

### Російсько-українська війна

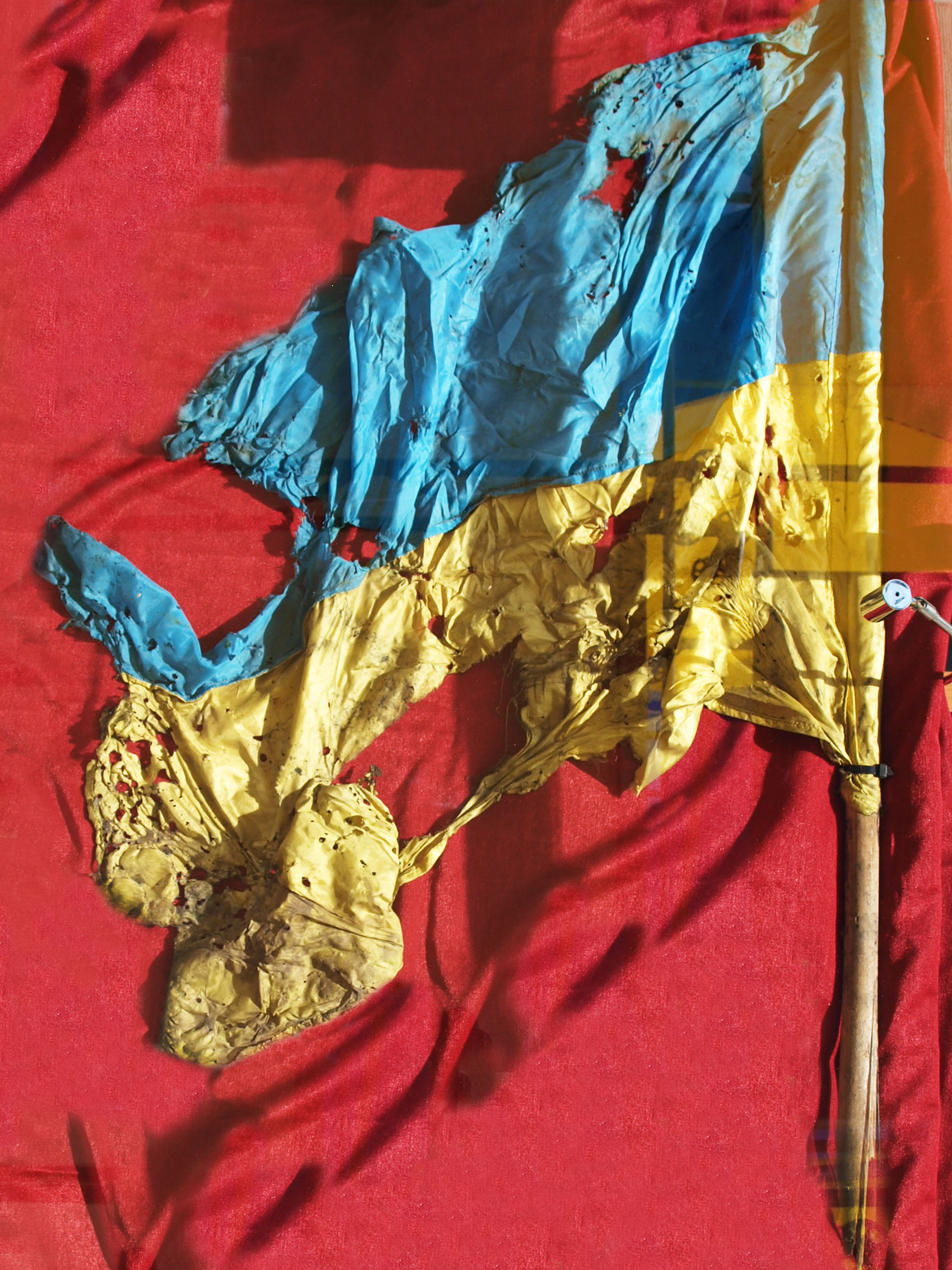
Понівечений прапор бійця 93-ї ОМБ. Виявлений у машині ЗІЛ-131, обстріляній 29 серпня 2014 року під Іловайськом

У березні 2014 року бригада однією з перших вирушила на захист кордонів країни у Міловому та Троїцькому на Луганщині. Тоді ще ніхто не уявляв, яким чином будуть розвиватись події. Там бійці вперше зіткнулися зі спробами блокування техніки путінськими найманцями і, не зважаючи ні на що, з честю виконали поставлені завдання. У травні 93-тя воювала вже на Донецькому напрямку. У цей період формування понесло перші втрати — у перестрілці із бойовиками на блокпосту біля Золотого Колодязя загинуло три військовослужбовці. У кінці травня — на початку червня почались справжні бойові дії: тоді була захоплена перша російська установка «Град» під Добропіллям, відбувся перший бій з танками супротивника під Новоселівкою, а також визволення Селидового, Українська, Карлівки, Нетайлового, Первомайського, Авдіївки, Пісків.
21 липня група підполковника Дмитра Кащенка, командира танкового батальйону, атакувала позиції проросійських сил на недобудованій ділянці об'їзної — на мосту. Пізніше він став загальновідомим під назвою «Республіка Міст». А група капітана Олександра Лавренка вийшла на блокпост бойовиків у передмісті Донецька. Капітан героїчно загинув у бою, підірвавши себе з танком. Проросійські сили зазнали значних втрат та не змогли далі обороняти населений пункт.
24 липня бійці 93-ї окремої механізованої бригади, спільно з силами батальйонів «Дніпро-1», ДУК «Правий сектор», «Донбас» та «Шахтарськ», звільнили від бойовиків Піски, взявши під контроль трасу Дніпропетровськ-Донецьк. Таким чином створено головний шлях постачання для українських бійців, які обороняли Донецькій аеропорт імені Прокоф'єва.
У липні підрозділи бригади були також залучені до оборони танконебезпечного напрямку в районі м. Дебальцеве.

#### Бої за Іловайськ
21 серпня 2014 року, під час боїв за Іловайськ, на підкріплення до сектору Б прибув підрозділ бригади: 1-й механізований батальйон і зведена рота (337 осіб, 2 танки, 12 БМП). Зведена рота у складі 187 чоловік з танками і БМП була відправлена для спроби відбити село Петрівське під Савур-Могилою, звідки росіяни кілька днів тому вибили підрозділи 51 ОМБр. Спроби закріпитися у Петрівському були невдалі, і рота повернулася 23 серпня у Дзеркальне, втративши 2 БМП.
Під час виходу з оточення з-під Іловайська 29 серпня, БТГр 93-ї бригади, що налічувала 293 бійців, виходила у складі «південної» колони під командуванням підполковника Олексія Грачова. Разом з ними у колоні виходили групи 3 ОП СпП (30 чосіб), підрозділів 39 БТрО і «Кривбасу» (всього 50-60 осіб), група Ігоря Гордійчука з Савур-Могили (14 осіб), підрозділ батальйону НГУ «Донбас» та 50-60 бійців з інших підрозділів МВС. Всього колона налічувала порядка 650 чоловік. У колоні було два танки: трофейний російський Т-72Б3, який виводив Євген Сидоренко, та Т-64БВ зі складу 93 ОМБр.
Колона рухалася маршрутом Многопілля — Червоносільське — Осиково — Побєда — Новокатеринівка. Голова колони з трофейним танком Т-72Б3 Євгена Сидоренка і більшістю бронетехніки встигла минути Червоносільське, коли російські війська відкрили вогонь по колоні. Першим було підбито Т-64БВ 93 ОМБр, таким чином практично увесь автомобільний транспорт з другої половини колони виявився відрізаним і не минув Червоносільське. Голова колони продовжувала рух в напрямку Новокатеринівки, поступово втрачаючи техніку від вогню супротивника. Вирватися з оточення на колесах вдалось лише легковій машині з журналістами та броньованому мікроавтобусу «Донбасу».
За даними на листопад 2014 року, з оточення з-під Іловайська змогли вийти чи були пораненими 137 осіб, 114 загинули чи вважалися зниклими безвісти, ще 42 перебували у полоні. За іншими даними, всього під час виходу з «Іловайського котла» загинуло більше 70 бійців бригади, поранено 50 осіб, а ще 30 зникли безвісти. Станом на початок 2018 року безвісти зниклими залишаються 2 особи.

#### Донецький аеропорт
У вересні 2014 року підрозділи бригади вперше залучені безпосередньо до оборони Донецького аеропорту. Військовики бригади зайняли позиції у старому, новому терміналах і на вежі управління. Бійці бригади взяли участь у найзапекліших боях за ДАП у кінці листопада 2014 року — січні 2015 року. Легендарні «кіборги», у тому числі з 93-ї бригади, воювали за аеропорт 242 дні. Комбриг Мікац Олег Михайлович перебував разом з підрозділами бригади в районі Донецького аеропорту, здійснював безпосереднє командування бойовими діями.
Весь 2015 рік і початок 2016-го аж до виходу на відновлення у березні бійці 93 ОМБр утримували позиції у Пісках, біля руїн Донецького аеропорту (так званому «Мурашнику»), в Опитному, Водяному, Красногорівці, на шахті «Бутівка».
29 квітня 2015 здійснено спецоперацію за сприяння СБУ, вдалося визволити військовика 93 ОМБр Ігоря Ковальчука, який провів у полоні бойовиків понад 8 місяців.
18 червня 2015 року старший лейтенант Олексій Шарко, солдати Олег Лавров, Сергій Страп, Андрій Кулик під вогнем противника, з власної ініціативи, на броньованій ремонтно-евакуаційній машині евакуювали український танк Т-64БМ «Булат», залишений в безпосередній близькості від опорного пункту російських бойовиків у районі Донецького аеропорту.

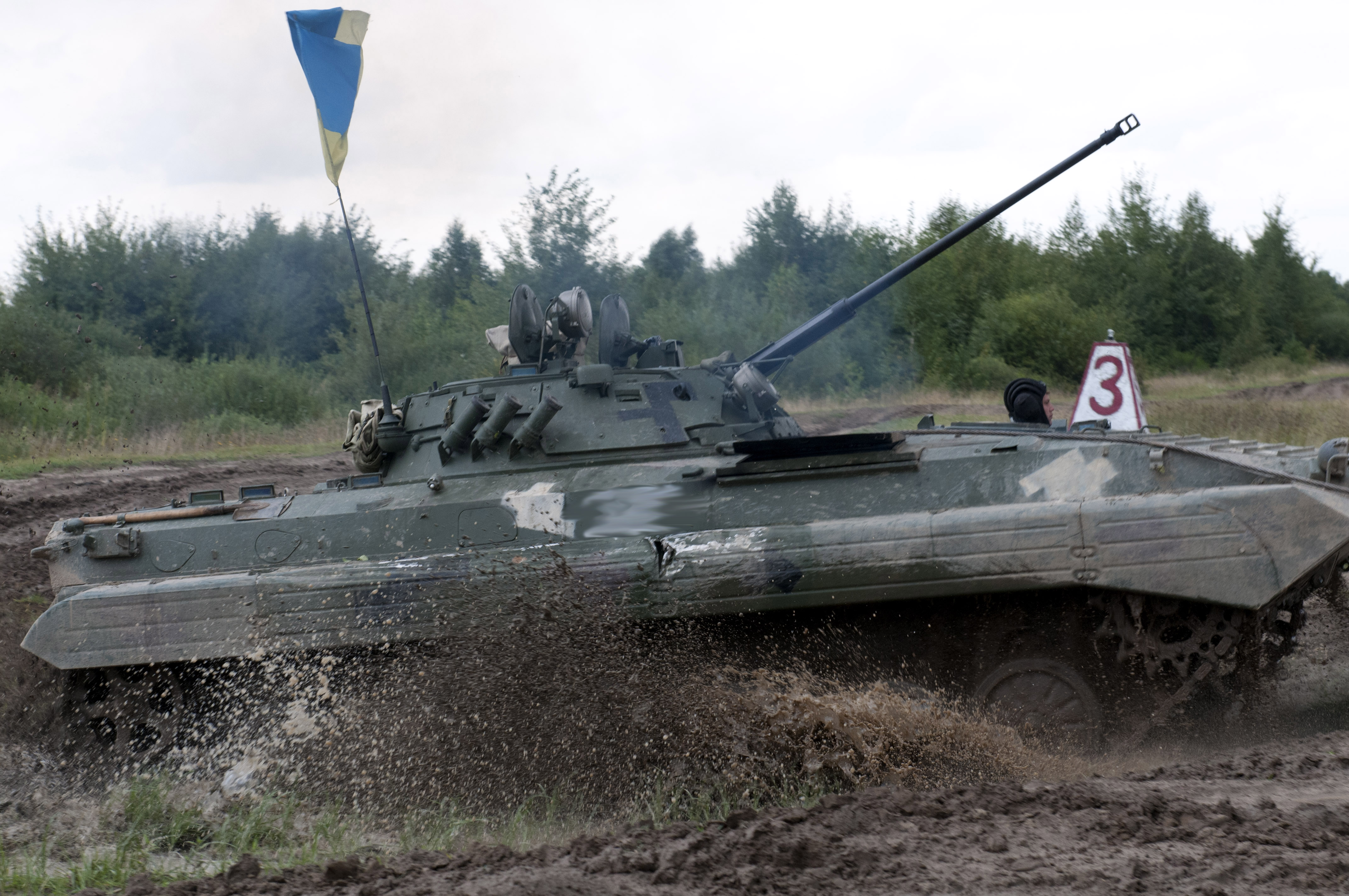
БМП-2 бригади на навчаннях. 2016 р.

На початку березня 2016 року 93-тю механізовану бригаду вивели з Донбасу в тил на ротацію.
22 серпня 2016 року, в рамках загальновійськової реформи згідно з указом Президента України, з назви формування було виключено гвардійське найменування.

#### Бахмутка (2017—2018)
З літа 2017 року підрозділи 93 ОМБр тримали оборону населених пунктів в районі Бахмутської траси, зокрема с. Кримське (Новоайдарський район), Новотошківське, Трьохізбенка. За кілька місяців 2017 року вони змогли з дотриманням Мінських угод просунутися на 1,5 км у «сірій зоні» і закріпитися на нових позиціях.
7 червня 2017 року відновилися бої на Бахмутці в районі окупованого села Жолобок. Штурмові підрозділи 1-го та 2-го батальйонів 93-ї бригади просунулися у напрямку Жолобка і 31-го блокпосту, зайнявши «сірі зони» і околиці висот 150.3 і 195.3, таким чином взявши трасу під вогневий контроль. Українські сили не ставили за мету взяти Жолобок чи 31-й блокпост. Супротивник в порушення Мінських угод підтягнув артилерію і розпочав масований обстріл українських військ з боку селищ Донецький і Сентянівка (колишнє Фрунзе). Завдяки злагодженій роботі українських військ, мобільні резерви противника у складі танків і мотострілецьких підрозділів 4-ї мотострілецької бригади не змогли зірвати дій 93-ї бригади.
24 червня 2017 року в районі Бахмутської траси бійцями бригади було виявлено і знешкоджено диверсійно-розвідувальну групу під керівництвом капітана Збройних сил Російської Федерації Олександра Щерби. Командир групи Щерба та снайпер були ліквідовані у ближньому вогневому бою, ще четверо диверсантів затримані, один з них — громадянин РФ Віктор Агєєв, військовослужбовець за контрактом ЗС РФ. Ліквідований російський офіцер Щерба командував окремою розвідротою 4-ї мотострілецької бригади.
У середині липня 2017 року, після року служби на Луганщині, 93-тя бригада повернулась з передової до місця постійної дислокації у Черкаське. За час цієї ротації в зону АТО бригада втратила 20 своїх побратимів.

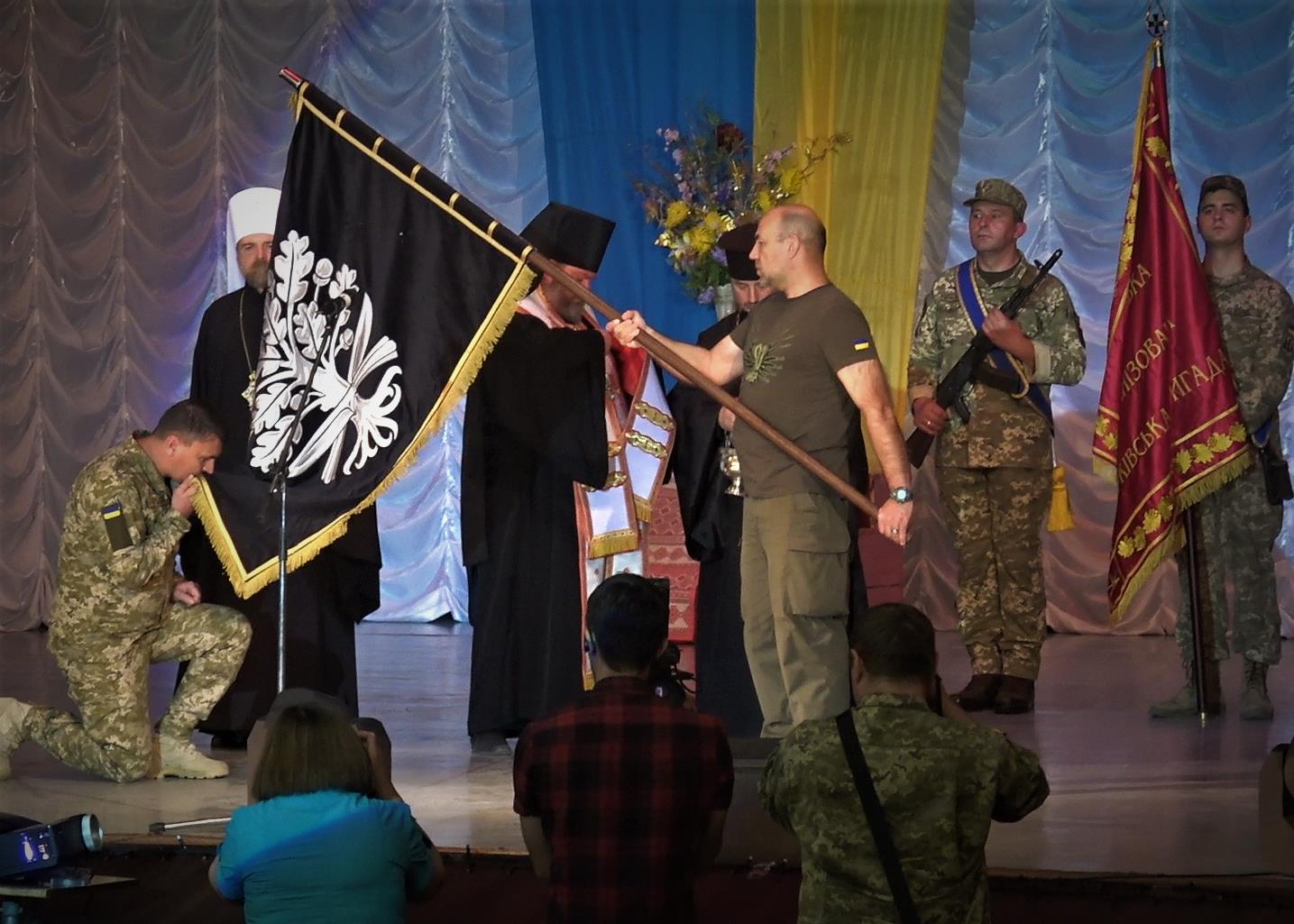
Командир бригади полковник Владислав Клочков отримує бригадний мотиваційний прапор з рук Романа Доніка.

7 жовтня 2017 року в пункті постійної дислокації 93-ї окремої механізованої бригади в смт Черкаське Новомосковського району відкрито Меморіал на честь полеглих за Україну бійців 93 ОМБр. Під час відкриття меморіалу було презентовано документальний фільм «93: Бій за Україну» про бойовий шлях бригади у 2014 році. Крім того на відкритті меморіалу також було представлено та виконано новий славень бригади у виконанні гурту Тінь сонця. Також на відкритті меморіалу було представлено новий патч та символіку, яка була затверджена у травні 2018 року. Насамкінець на честь відкриття меморіалу також було підготовано пакет документів для присвоєння військовій частині почесного найменування «Холодний Яр».
Наприкінці лютого 2018 року в Черкаському тривало будівництво нових казарм та модернізація старих. Було розпочато монтаж залізних каркасів нових модульних казарм. Велися бетонні роботи, закладався фундамент та створювалися підтримуючі конструкції. Паралельно з цим йшла капітальна реконструкція будівлі старої їдальні. Загалом, розбудовується стаціонарний бригадний польовий табір зі спортивним комплексом та комплексом відпочинку.
Із січня по серпень 2018 року 93 бригада воювала на Волновахському напрямку.
24 жовтня 2018 року бригада перейшла на систему харчування за каталогом.

#### Авдіївський напрямок
У грудні 2018 року бригада знову вирушила в зону проведення ООС, де зайшла на позиції на Авдіївському напрямку в район промзони. Бійці 93-ї бригади змогли суттєво розширити та зміцнити вже зведену систему укріплень.[джерело?]
14 квітня 2019 року біля Мотронинського монастиря капелан ПЦУ Василь Циріль освятив зброю бійців «Холодного яру».
17 липня 2019 року бригада повернулася до ППД із зони бойових дій, де вона провела пів року. За цей час бригада втратила 5 чоловік загиблими у бою і 4 — від хвороб.

#### Бахмутка (2020)
У грудні 2019 року 93-тя бригада вирушила на позиції в районі Бахмутки.[неавторитетне джерело]

За ротацію, що тривала більше 7 місяців, бригаді вдалося звільнити від окупантів, просунувшись уперед на 1,5 км у районі Новотошківського.[неавторитетне джерело] Також бригада значно покращила своє тактичне положення у районі Бахмутської траси, а також у районі Кримського.
За ротацію, за підрахунками розвідки, бійці 93-ї бригади ліквідували 71 і поранили 130 окупантів. А також знищити або пошкодили 26 одиниць техніки. Це і бронетехніка, і автомобільна техніка, яка підвозила боєприпаси або матеріали для виготовлення інженерних споруд, — зазначив полковник Брижинський, підбиваючи підсумки ротації.
Протягом ротації холодноярці у своїй смузі оборони постійно відбивали атаки ворога.[неавторитетне джерело]
18 лютого 2020 року бригада відбила штурм окупантів, які застосували танки і важку артилерію. Бригада втримала свої позиції й нанесла суттєві втрати противнику. 22 лютого, російські найманці зробили спробу атакувати опорний пункт 93-ї бригади ЗСУ поблизу села Кримське на Бахмутській трасі. Бійці відбили напад диверсантів. Ворог залишив на полі бою тіло загиблого російського найманця, яке армійцям вдалося евакуювати.[неавторитетне джерело].
1 квітня, намагаючись уразити позиції 93 бригади, окупанти випустили 152-міліметровий снаряд, який залетів у двір багатоповерхового будинку в Новтошківському Луганської області.
У травні розвідка розкрила групу снайперів ФСБ Росії, які на Луганщині вбили воїна ЗСУ. Командир бригади полковник Дмитро Брижинський також повідомив, що російські снайпери були укомплектовані зброєю і спецобладнанням вартістю понад пів мільйона доларів. Ціна лише одного тепловізійного бінокля французького виробництва, який вони використовували, становить 80 тисяч доларів.
У червні бригада ліквідувала вантажівку російських окупантів із боєприпасами. Цьому передувало знищення двох мінометів військ окупаційних корпусів.
У липні розвідники бригади отримали архів бойовиків батальйону «Прізрак», що брав участь, зокрема, у артобстрілах Дебальцевого під час його захоплення.[неавторитетне джерело]
У серпні бригада повернулася у пункт постійної дислокації у селище Черкаське. 28 серпня відбулися урочистості заходи з нагоди повернення з війни. Також у Черкаському відкрили двері двох нових гуртожитків поліпшеного типу для бійців 93-ї бригади.[неавторитетне джерело]

### Волноваський напрямок (2021)
У жовтні 2021 року ситуація навколо села Старомар'ївка у буферній зоні між позиціями 93-ї бригади і позиціями російських гібридних сил спричинила загострення.
Після окупації частини Донецької і Луганської областей проросійськими збройними формуваннями і підриву мосту у 2014 році Старомар'ївка опинилося без автомобільного сполучення із підконтрольними українському Уряду Гранітним. Старомар'ївку із Гранітним з'єднує лише пішохідний місток через річку Кальміус. Водночас із окупованою територією України, зокрема із районним центром Тельманово, Старомар'ївка поєднана автомобільною дорогою.
27 вересня 2021 року бойовики закрили проїзд до Старомар'ївки. До керівника Мирненської селищної військово-цивільної адміністрації (ВЦА) Володимира Весьолкіна звернулися мешканці Старомар'ївки із проханням допомогти у доставці харчових продуктів і вугілля для опалення до села. ВЦА ініціювала надання гуманітарної та медичної допомоги жителям села, 93-тя бригада підтримала ініціативу та забезпечила групу охороною. Українська сторона СЦКК через СММ ОБСЄ в Україні звернулася до незаконних збройних формувань щодо надання додаткових письмових гарантій безпеки на час проведення роботи ВЦА, утім, відповіді не отримала. 26 жовтня з метою охорони робочої групи ВЦА група військовослужбовців 93-ї бригади зайняла спостережні пости на околицях населеного пункту Старомар'ївка та забезпечила безпечне перебування у ньому представників ВЦА. Після завершення роботи гуманітарної місії в той же день, 26 жовтня, усі військовослужбовці 93-ї бригади залишили населений пункт Старомар'ївка та повернулися до своїх місць несення служби. Позиції ЗСУ залишилися незмінними.
26 жовтня бойовики розпочали масований обстріл села Гранітного. За добу по селу проросійські сили випустили близько 120 снарядів ствольної нарізної артилерії. Це спричинило численні руйнування будинків цивільних і загибель військовослужбовця 93 бригади Георгія Халікова. Для подавлення вогню противника командир 93 бригади полковник Дмитро Брижинський запросив застосувати розвідувально-ударний безпілотний комплекс «Байрактар». Під керівництвом комбрига «Байрактар» провів дорозвідку позицій противника. Так військові виявили гаубичну батарею російських гібридних військ, що готувалася до ведення вогню по українських позиціях. Тоді за наказом Головнокомандувача Збройних Сил України генерал-лейтенанта Валерія Залужного вперше відбулося бойове застосування «Байрактару». Ударом була знищена гаубиця Д-30. Після цього інтенсивні обстріли з боку незаконних збройних формувань припинилися.
Після розголосу проблеми бойовики відновили автомобільне сполучення зі Старомар'ївкою і надали можливість благодійній організації Червоний Хрест довезти жителям села вугілля для опалення.

### Російське вторгнення в Україну (2022)

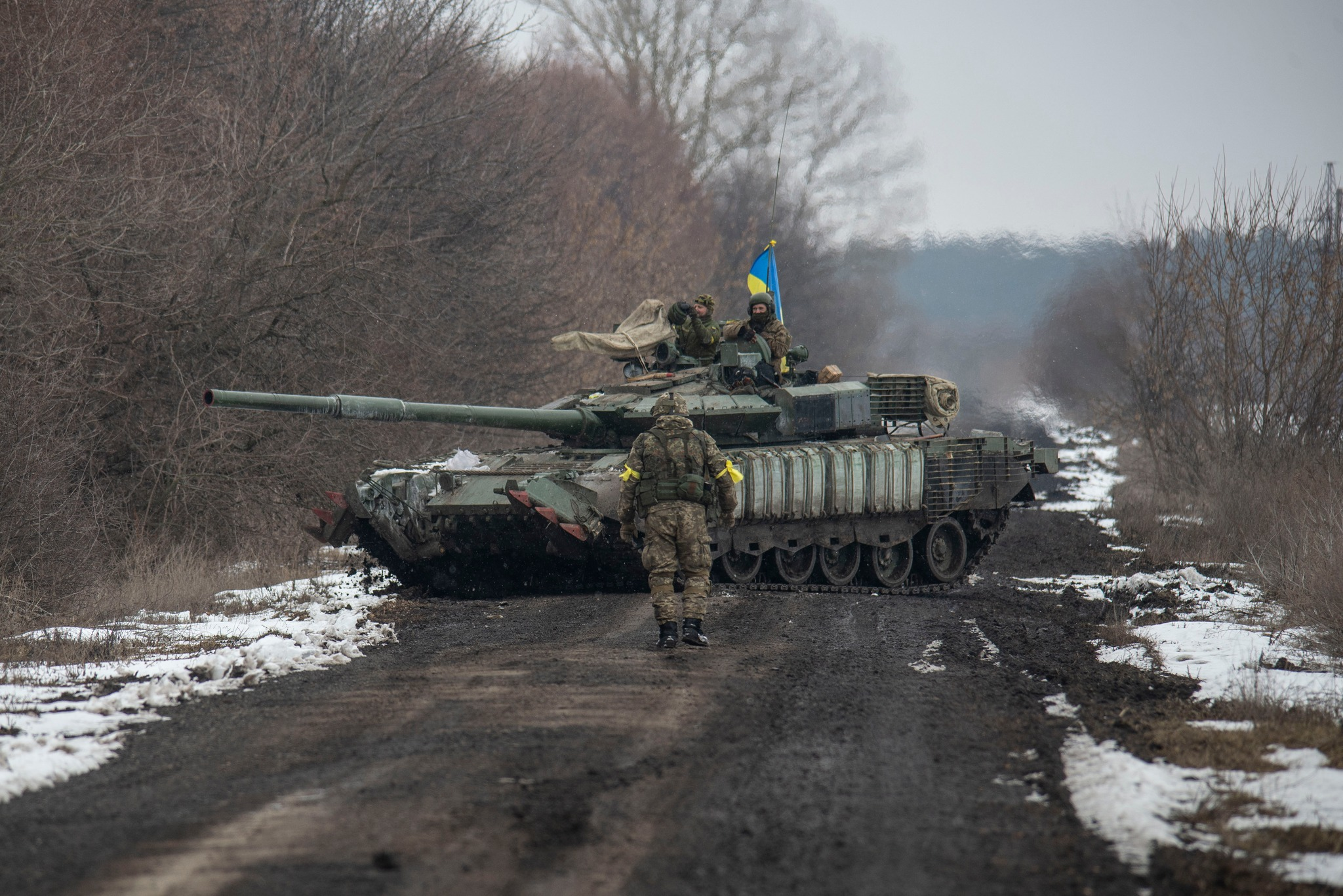
Т-80БВМ

24 лютого 2022 року, в ході російського вторгнення в Україну, військовослужбовцями 93-ї бригади взято в полон перших двох російських окупантів. Ті виявилися військовослужбовцями 423-го гвардійського мотострілецького Ямпольського Червонопрапорного орденів Суворова і Кутузова полку (в/ч 91701, м. Наро-Фомінськ, РФ).
Підрозділи бригади брали активну участь в боях за Харків і Охтирку. 8 березня 2022 року холодноярівці знищили колону ворожої техніки під Харковом використовуючи український ПТРК «Стугна-П». Українські військові знищили 4 з 7 броньованих автомобілів та БМП; три машини, що залишилися цілими, впали в кювет.
26 березня силами бригади звільнено місто Тростянець.
З липня по грудень 2022 року воїни бригади обороняли Бахмут, Соледар і навколишні райони. Протягом п'ятьох місяців холодноярівці разом із суміжними підрозділами брали участь в важких боях з переважаючими силами противника. Після ротації, з 19 січня 2023 року, підрозділи бригади зайняли оборону міста Бахмут.
Станом на липень 2025 року 93‑я окрема механізована бригада «Холодний Яр» увійшла до ТОП‑5 травневого рейтингу ЗСУ від «Дронопаду» .
Її мобільні підрозділи активно фіксують випадки уражень ворожих БпЛА, дотримуючись аналітичних рекомендацій проєкту. Стратегічні висновки, отримані завдяки даним, допомогли відкоригувати тактику розміщення протидронових груп та підвищити рівень координації.

## Діяльність

### Навчання
У серпні 2019 року ротна тактична група 93-ї механізованої бригади взяла участь у військових маневрах НАТО «Combined Resolve», які традиційно проходять на полігоні поблизу міста Хохенфельс у Баварії.

## Структура

### 2001
- 108-й навчальний центр підготовки миротворчих сил
- 110-й механізований полк
- 529-й механізований полк
- 87-й танковий полк
- 198-й самохідно-артилерійський полк
- 1039-й зенітний ракетний полк
- 108-й окремий інженерно-саперний батальйон
- 166-й окремий батальйон зв'язку
- 1119-й окремий батальйон тилового забезпечення
- 133-й окремий батальйон РХБ захисту
- 73-й окремий ремонтно-відновлювальний батальйон
- 89-й окремий медичний батальйон
- 16-й окремий розвідувальний батальйон

### 2017
- Штаб бригади
- 1-й механізований батальйон
- 2-й механізований батальйон
- 3-й механізований батальйон
- 20-й окремий мотопіхотний батальйон[62]
- танковий батальйон
- зенітний ракетно-артилерійський дивізіон
- бригадна артилерійська група:
  - батарея управління та артилерійської розвідки
  - самохідний артилерійський дивізіон 2С3М «Акація»
  - самохідний артилерійський дивізіон 2С1 «Гвоздика»
  - реактивний артилерійський дивізіон БМ-21 «Град»
  - протитанковий артилерійський дивізіон МТ-12 «Рапіра»
- рота снайперів
- розвідувальна рота
- вузол зв'язку
- рота радіоелектронної боротьби
- радіолокаційна рота
- група інженерного забезпечення
- рота РХБ захисту
- батальйон матеріально-технічного забезпечення
- ремонтно-відновлювальний батальйон
- медична рота
- комендантський взвод

### 2024
- 1-й механізований батальйон «Чорний ворон»[63]
- 2-й механізований батальйон[64]
- 3-й механізований батальйон[65]
- мотопіхотний батальйон[66]
- 2-й стрілецький батальйон[67]
- стрілецький спеціалізований батальйон «Алькатрас»[68]
- танковий батальйон[69]
- бригадна артилерійська група
  -  батарея управління та артилерійської розвідки[70]
  -  1-й самохідний артилерійський дивізіон[71]
- батальйон безпілотних систем «Black Raven»[72][73]
- батальйон «SIGNUM»[74] (Нині належить 53 ОМБр)[75]
- розвідувальна рота[76]
- батальйон протиповітряної оборони[77]
- ремонтний батальйон[78]
- медична рота[79]

## Оснащення
- MO-120-RT61[80]

## Командування
- (1995—1996) полковник/генерал-майор Можаровський Володимир Миколайович[81]
- (1998) полковник/генерал-майор Пушняков Анатолій Савватійович[82]
- (2001) полковник Бочаров Ігор Геннадійович
- (2010—2013)[уточнити] полковник Карпенко Володимир
- (2013—2015) полковник Мікац Олег Михайлович
- (2015—2019) полковник Клочков Владислав Вікторович
- (2019 — 21 січня 2022) полковник Брижинський Дмитро Володимирович
- (з 21 січня 2022—2023) полковник Шевчук Руслан Миколайович[83]
- (2023—2024) полковник Паліса Павло Сергійович[84]
- (2024) підполковник Крутков Шаміль Шарафаддін огли[85]

## Втрати
23 березня 2015 року, на зустрічі Президента України з командирами бригад і батальйонів, комбриг 93-ї окремої механізованої бригади Олег Мікац повідомив, що за весь час проведення АТО бригада втратила загиблими 198 своїх бійців.
8 жовтня 2017 року у пункті постійної дислокації 93 ОМБр у Черкаському відбулося відкриття пам'ятника загиблим воїнам. За словами комбрига Владислава Клочкова, за роки війни бригада втратила загиблими 272 бійців, ще 15 вважаються зниклими безвісти. Станом на 2017 рік, це були найбільші втрати серед військових частин України.
Станом на 28 серпня 2020 року кількість загиблих у боях військовослужбовців бригади становила 298 бійців. Зниклими безвісти вважалися двоє військовослужбовців бригади.[джерело?]

## Традиції

### Річниці
До 2018 року включно, бригада відзначала річниці 10 травня. Цей день раніше вважався днем створення частини.
З 2018 року річницею вважається 22 серпня — день, коли Указом президента № 232/2018 бригаді було присвоєно почесне найменування «Холодний Яр» та вручено новий бойовий прапор.

### Почесне найменування

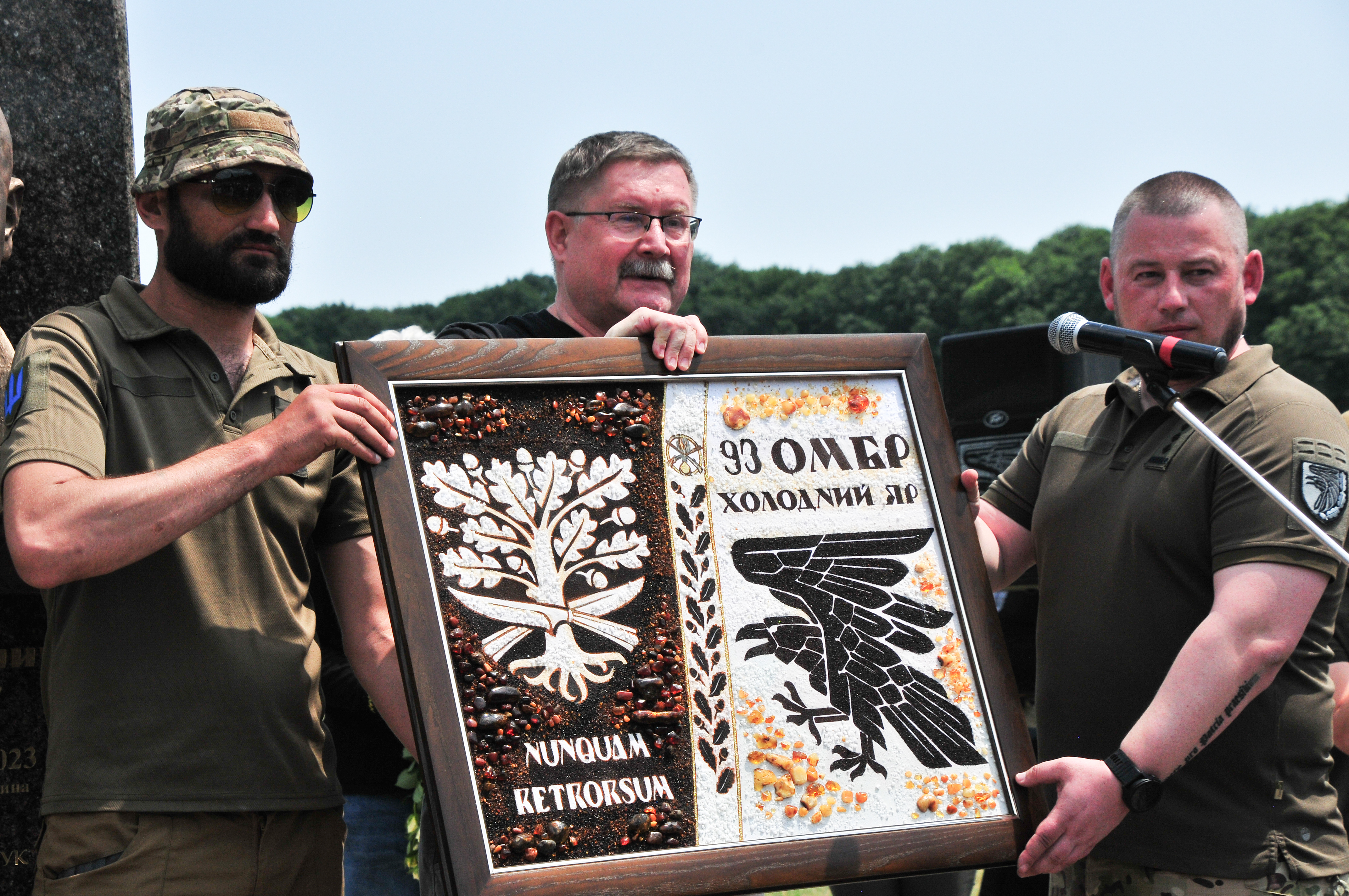
Комбриг 93 ОМБр Павло Паліса (праворуч) і старший сержант бригади Сергій Третяк вручають Романові Ковалю цінний подарунок із зображенням мотиваційних символів 93-ї ОМБр «Холодний Яр». Холодний Яр, 18 червня 2023 р.

За словами письменника Романа Коваля, який очолює Історичний клуб «Холодний Яр», ідея назвати 93-тю бригаду на честь славетної історичної місцевості народилася в квітні 2017 року:
| Ліві лапки | У квітні 2017 р. мій заступник по Історичному клубові “Холодний Яр”, командир ОДЧ “Карпатська Січ” Олег Куцин попросив, щоб я провів екскурсію в Холодному Яру для начальника штабу 93-ї ОМБр Геннадія Шаповалова. Сказав, щоб я сідав до нього в машину і ще в дорозі почав розповідь про боротьбу в Холодному Яру. Усе сталося, як і запланував Олег. Особливо справило враження на Геннадія Шаповалова вшанування могили Головного отамана Холодного Яру Василя Чучупака. Ми з Олегом запропонували йому перейменувати бригаду іменем Холодного Яру. Начштабу передав цю пропозицію комбригові Владиславу Клочкову. Спочатку в комбрига були сумніви, адже бригада базується на Дніпропетровщині, а ім’я їй запропоновано з топонімом Черкащини. Вони поділилися сумнівом з Олегом, той запитав мене. Я відповів, що Холодний Яр є символом Визвольної боротьби всієї України. І комбриг Клочков підтримав. | Праві лапки |

22 січня 2018 року волонтер Роман Донік повідомив, що документи про присвоєння бригаді почесного найменування «Холодний Яр», на честь славетної історичної місцевості, що має давню військову історію, всі узгоджені і вже знаходяться в адміністрації президента.

### Символіка
В рамках оновлення бригадної символіки, у жовтні 2017 було представлено новий славень 93 ОМБр у виконанні фронтмена гурту «Тінь Сонця» Сергія Василюка який написав музику до пісні, а слова створив боєць прес-служби 93 ОМБр молодший сержант Влад Сорд з позивним «Змій».
Нові шеврони та бойовий прапор бригада продемонструвала на своїй сторінці в соцмережі «Фейсбук» на День Соборності України — 22 січня 2018 року, зазначивши, що перейменування 93-ї бригади є ще одним кроком на шляху декомунізації Збройних Сил України.
10 травня 2018 року на урочистостях до дня військової частини бригаді було вручено та освячено почесну корогву до нової почесної назви «Холодний Яр». Це другий випадок в історії Збройних сил України, після 24-ї механізованої бригади, коли бригада отримує почесний (мотиваційний) прапор на додачу до офіційного бойового знамена.
У липні 2018 року було оголошено про розробку нагородних ножів з символікою бригади для воїнів, що відзначилися.
Указом Президента України від 22 серпня 2018 року № 232/2018 бригаді присвоєне почесне найменування «Холодний Яр». До цього бригада мала почесне найменування «Харківська».
24 серпня 2018 року, перед початком військового параду на честь 27-ї річниці Незалежності України, командир 93-ї окремої механізованої бригади «Холодний Яр» полковник Владислав Клочков отримав з рук президента України Петра Порошенка новий бойовий прапор.
23 лютого 2019 року Начальник ГШ ЗСУ Віктор Муженко офіційно затвердив нову емблему бригади.
6 травня 2022 року бригада була відзначена почесною відзнакою «За мужність та відвагу».

## Вшанування
У 2018 році вийшов авторський документальний фільм про бойовий шлях бригади в російсько-українській війні «93: бій за Україну».
14 квітня 2019 року на Черкащині в урочищі Холодний Яр біля Мотронинського монастиря відкрито пам'ятник на честь загиблих воїнів 93-ї окремої механізованої бригади «Холодний Яр», які полягли в боротьбі за волю України на Донбасі.
На честь героїв 93-ї окремої механізованої бригади названо вулиці у місті Запоріжжя.
Також на честь бригади названо вулицю в місті Суми.
25 квітня 2024 року у місті Дергачі вулицю Матюшенка перейменували на вулицю 93-ї бригади.

### Нагороджені
Найвищими державними нагордами відзначені:
- Межевікін Євген Миколайович — майор. Герой України (2015).
- Лавренко Олександр Миколайович — капітан, командир танкової роти, загинув у бою під час звільнення селища Піски. Герой України (2016, посмертно).
- Колодій Сергій Володимирович — капітан. Герой України (2016, посмертно).
- Сова Сергій Олександрович — старший солдат, старший стрілець 3-ї роти, загинув під час захисту біля населенного пункта Ізюм. Герой України (2022, посмертно).

## Галерея

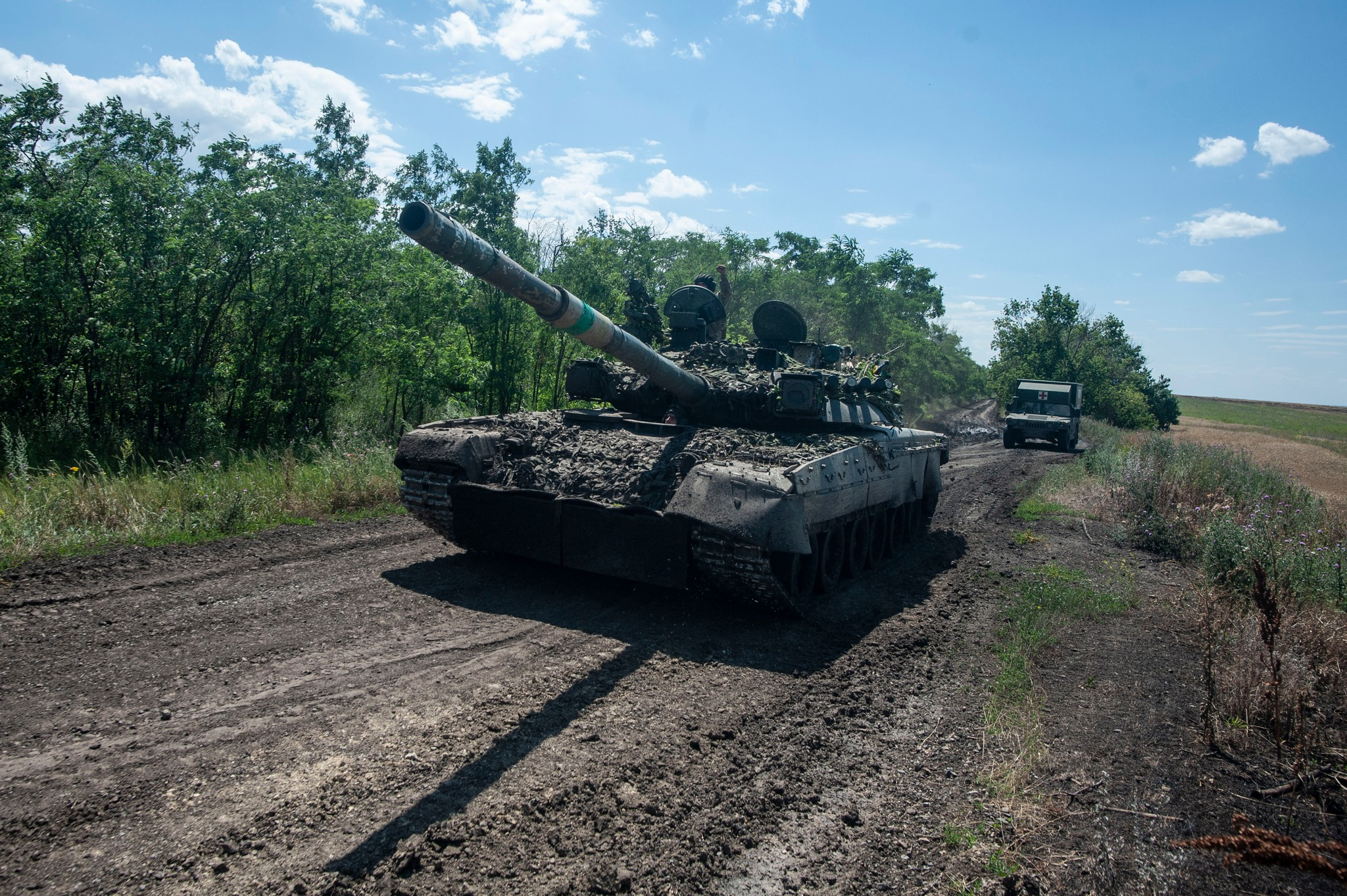
Трофейний танк Т-80УК 93-ої ОМБр (липень 2022)

## Матеріали
- Юрий Бутусов. Подвиг, о котором надо знать (рос.) // Цензор.нет, 24.06.2015
- 100-відсотковий кредит довіри. Комбриг Олег Мікац
- Патріарх Філарет освятив бойове знамено 93-ї окремої гвардійської механізованої Харківської бригади [Архівовано 7 квітня 2016 у Wayback Machine.]
- Епізоди війни: кривавий шлях 93-ї механізованої бригади з-під Іловайська
- Новий гімн, патч, мотиваційний прапор, емблеми на техніці – лише початок ребрендінга 93-ї бригади. www.ukrmilitary.com. Ukrainian Military Pages. 10 липня 2018. Процитовано 10 липня 2018.

### Відео
- Славень 93 ОМБр // 7 жовтня 2017, Soundcloud
- Документальний фільм «93: бій за Україну. Ч.1: Перші Дні російсько-української війни» // 7 травня 2018, Youtube